# Juan Pablo Pujol

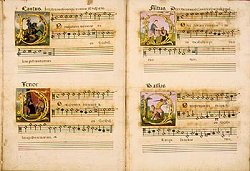
Partitura de Juan Pujol

Juan Pablo Pujol, en catalán: Joan Pau Pujol, (Mataró, c. 26 de junio de 1570 - Barcelona, 17 de mayo de 1626) fue un compositor y organista español de finales del Renacimiento y principios del Barroco. A pesar de ser más conocido por la música sagrada, también escribió música popular secular.

## Biografía

### Infancia y juventud
En la actualidad hay pocos datos sobre sus primeros años. Juan Pablo Pujol fue bautizado el 26 de junio de 1570, aunque el musicólogo Emilio Ros Fábregas da como fecha de bautizo el 18 de junio de 1570. Se estima su nacimiento alrededor de esta fecha. Era hijo del sastre, Monserrat-Benet Pujol y su madre se llamaba Rafaela. Fue el mayor de ocho hermanos nacidos de dos matrimonio de su padre, tres hijos del primero y cinco del segundo.
Recibió su primera formación musical en Mataró y después la completaría en Barcelona con el maestro de la catedral Julià Andreu Vilanova. Como clérigo y gracias a sus grandes cualidades musicales fue nombrado maestro coadjutor de Vilanova con derecho a sucesión el 18 de marzo de 1593. El maestro debía mantener a los escolares en su casa y siendo Vilanova muy anciano, Pujol asumió esa obligación.
Cesó como maestro adjutor de Barcelona por renuncia propia para pasar a regir el magisterio de la catedral de Tarragona, hecho que sucedió entre el 29 de octubre y el 23 de noviembre del mismo año 1593. Pujol fue maestro de canto de la sede de Barcelona y anteriormente coadjutor del maestro de canto de dicha iglesia. Pujol se llevó con él a Tarragona a Antoni Bañuls, el mejor escolán de cota de grana. Se llamaban «cota de grana» por el color de la sotanita que llevaban en los actos litúrgicos. El Cabildo barcelonés, pretendiendo recuperar a dicho escolán, escribió una carta al Cabildo de Tarragona diciendo que Pujol lo había persuadido para librarse él mismo del trabajo de enseñar a los niños. Además les hacía mucha falta y pedían que Pujol lo devolviese, en consideración a las atenciones que el Cabildo barcelonés había tenido siempre con él. Esta carta, fechada el 14 de marzo de 1594, en realidad no se envió.

### Carrera
Se trasladó de Tarragona a Zaragoza donde ganó la plaza de maestro del Pilar mediante oposiciones. Su nombramiento es del 23 de enero de 1595, siendo considerado el mejor de todos los que habían opositado. En Zaragoza desarrolló la etapa más larga de su magisterio, de los 25 a los 42 años de vida. Se ordenó sacerdote, condición que le habían puesto previamente a su toma de posesión del magisterio. El Cabildo del Pilar tomó la resolución, el 2 de octubre de 1599, de suprimir los villancicos y chanzonetas en la lengua vernácula, de las festividades de Navidad y Reyes, por considerarlo «una mal introducida costumbre», y porque «mezclarlas en los oficios divinos es contra el uso de la Iglesia Romana».
Los villancicos y chanzonetas se interpretaban durante festividades como Navidad y Reyes y así se comprueba que ya en la visita del cardenal Coloma, «generalísimo de los franciscanos», el año siguiente a 1600, mientras dicho cardenal celebraba misa, fueron interpretado motetes y villancicos que el propio Cabildo no dudó en alabar y calificar como «gallardos». El Cabildo confiaba plenamente en el buen gusto y las cualidades de Pujol y este le correspondió, escribiendo páginas musicales inmortales que tuvo oportunidad de interpretar, además de las funciones para las que las había compuesto, en la repetidas visitas de devoción de regios y egregios personajes al Pilar.
En 1599 recibió la visita de Felipe III acompañado de su esposa Margarita de Austria, y su asistencia a una misa en el Pilar, en la que a pesar de ser rezada por los cantores de la Iglesia, se cantaron salmos y motetes de mucho primor y bien cantados. Para la visita de los tres príncipes hijos del duque de Saboya y la infanta Doña Isabel en 1603 el Cabildo preparó el siguiente programa musical aunque la misa a la que asistirían también sería rezada:

Que cuando sus altezas lleguen la puerta de la iglesia, taña el órgano un poco; luego los cantores canten un motete muy gallardo de los de a ocho; que la misa que sus altezas oirán será rezada, la cual dirá el prior en el altar de Nuestra Señora, que se ponga muy aderezado y con mucha solemnidad cantarán los kiries, gloria, credo, sanctus et agnus y los demás como se espera del buen cuidado del maestro de capilla, mosén Pujol, a quien esto se le encargue como a quien tanto le toca para que se haga como conviene.

Las repetidas atenciones que el Cabildo tuvo con Pujol, como puede comprobarse en la lectura de las Actas Capitulares, bien dispensándole de asistir al coro para preparar sus composiciones, bien elogiando su labor y cualidades o dándole permisos para ir a su tierra, son una prueba contundente de cómo apreciaba la labor de su maestro. Y siempre que estuvo enfermo, el Cabildo le ayudó generosamente y de diferentes maneras.
En 1612 fue nombrado maestro de capilla de la Catedral de Barcelona, donde se quedaría hasta su muerte en 1626. Curiosamente su nombramiento fue «a título vitalicio», ordenando «que nadie se atreviese a hacerlo durante toda su vida natural». Durante estos años introdujo nuevos instrumentos en la capilla musical y evaluaba la música publicada en los libros litúrgicos de la diócesis. También dirigió la capilla de San Jorge del Palacio de la Generalidad de Barcelona. Entre sus alumnos en Barcelona se cuentan José Reig, maestro de Santa María del Mar; a Marcián Albareda, su sucesor en el magisterio de la Catedral y a Jerónimo Deunosajut, maestro de capilla de la parroquia de los Santos Justo y Pastor.

## Obra
Tuvo una aceptación importantísima fuera de las catedrales donde actuó. Sin haber publicado sus obras, aparece representado en las mejores bibliotecas reales y colecciones o cancioneros que se conocen y que se elaboraron casi contemporáneamente a él, junto a los más destacados compositores. Se trata principalmente de música profana. Su obra fue redescubierta y empezada a editar como Opera omnia por H. Anglès, edición que constituye la referencia obligada para el estudio de Pujol. 
Se sabe que había por lo menos once obras suyas en la biblioteca que se quemó del rey Juan IV de Portugal, una de ellas compuesta a medias con el maestro Capitán; que hay seis obras en el Cancionero Casanatense; una en el Cancionero de la Casa de Medinaceli; ocho en el Cancionero de Olot; siete en el cancionero de Múnich o de Claudio de la Sablonara y ocho en Romances y letras de a tres voces, en la Biblioteca Nacional de Madrid. Hay también, dos obras suyas incompletas en el Cancionero de Onteniente. Además hay muchas obras catalogadas en numerosos archivos de catedrales y monasterios, amén de composiciones que se perdieron y de otras cuyo paradero se desconoce y que podrán aparecer como fruto de investigación continua. 
A pesar de no conocerse más que una pequeña parte del monumental catálogo de su obra, es considerado por todos los musicólogos que lo han estudiado como uno de los compositores más prolíficos de su tiempo, que supo granjearse el respeto y estima de todas las catedrales en que actuó, por su personalidad y sus composiciones, y que tuvo trascendencia y permanencia con su música. En efecto, en la catedral de Barcelona y en algunas capillas de esta ciudad se mantuvo la interpretación de sus obras durante muchos años después de su muerte, por voluntad expresa del Cabildo.
Todo ello permite afirmar que la calidad y el número de obras conservadas son suficientes para que su prestigio se mantenga siempre al lado de las más encumbradas figuras musicales de su época. Compuso obras a ocho voces de acuerdo con el gusto por la naciente policoralidad. No hay que olvidar que vive la época del paso del «stile antico» al «Stile nuovo». En Barcelona luchó por la introducción de instrumentos musicales, según da a entender el permiso que se le concedió el 17 de junio de 1620: «Que se permita hacer música con los instrumentos que creerá conveniente el maestro de canto el las fiestas del Corpus». 
Pujol escribió música para las catedrales de Tarragona, el Pilar de Zaragoza y Barcelona, donde desarrolló su magisterio. Su producción musical se vio afectada por diferentes circunstancias, a lo largo de los siglos, hasta el punto de que parte de su obra no se encuentra o se conserva fuera de los archivos a que fue destinada y otra desapareció por el fuego. En cuanto a su catálogo, se ha confeccionado teniendo presentes las relaciones publicadas, sobre todo por el musicólogo H. Anglès, y los catálogos musicales publicados de diferentes archivos. 